# Heptathela cucphuongensis
Heptathela cucphuongensis là một loài côn trùng đặc hữu Cúc Phương, Việt Nam. Loài này thuộc họ Liphistiidae. Nó được phát hiện bởi Ono năm 1999 ở Cúc Phương.
Loài này tương tự như H. hunanensis, được tìm thấy ở Trung Quốc. Loài này có thân dài (chiều dài của cơ thể không kể chân) ở con cái thay đổi từ 15 đến 17,5 mm.
Chelicerae có 12 hoặc 13 răng (3 rộng và 9-10 nhỏ hơn).